# Cœurs givrés
Pour plus de détails, voir Fiche technique et Distribution.
Cœurs givrés (Frozen Hearts) est une comédie américaine muette réalisée par J.A. Howe et Clarence Hennecke, sortie en 1923.

## Synopsis
En Russie tsariste, un moujik amoureux doit retrouver sa fiancée danseuse à la Cour de Petrograd. 

## Fiche technique
- Titre original : Frozen Hearts
- Titre français : Cœurs givrés
- Réalisation : J. A. Howe et Clarence Hennecke
- Production : Hal Roach
- Format : court métrage
- Genre :  Comédie burlesque
- Langue : anglais
- Durée : 25 minutes
- Photo : Frank Young
- Distribution : Pathé Exchange
- Date de sortie :
  - États-Unis : 28 octobre 1923

## Distribution
- Stan Laurel - Le paysan Ivan Kektumoff
- James Finlayson - Lieutenant Tumankikine
- Mae Laurel - Princesse
- Katherine Grant - Sonia, la paysanne
- Pierre Couderc - Comte Alexis Pifflevitch
- George Rowe - Soldat
- Sammy Brooks - Le second du général
- Tyler Brooke  (non crédité)
- Jack Gavin (non crédité)
- William Gillespie - Spectateur du duel (non crédité)
- Ena Gregory (non crédité) (non confirmé)
- Earl Mohan (non crédité)